# Oddział Jana Kmiołka
Oddział Jana Kmiołka – jednostka podziemia niepodległościowego (WiN, NZW) działająca w latach 1947–1951 na terenie powiatu pułtuskiego, ostrowskiego i powiatów sąsiednich.

## Historia

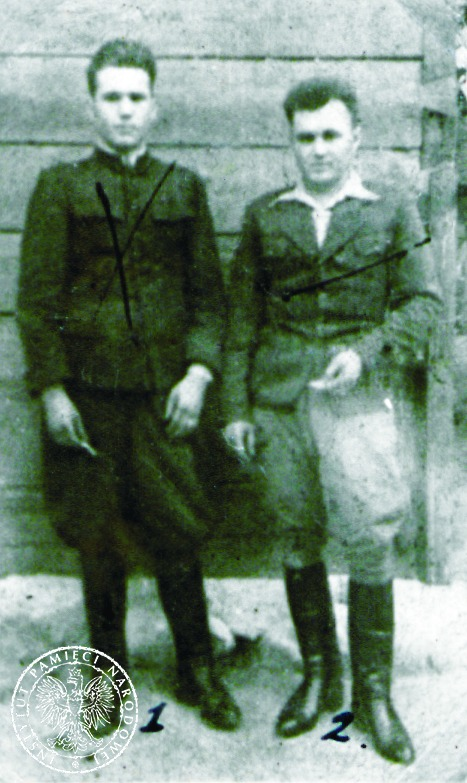
Jan Kmiołek z bratem Franciszkiem

Jan Kmiołek ps. „Wir”, „Fala”, „Mazurek” żołnierz podziemia z okresu okupacji niemieckiej, członek oddziału partyzanckiego „Wolność i Niezawisłość” (WiN), w maju 1947 r. - w porozumieniu z p.o. Prezesa Obwodu WiN „Paulina” Zygmuntem Dąbkowskim „Orką” - organizuje nowy oddział terenowy składający się z mieszkańców okolicznych miejscowości. Działalność oddziału rozpoczyna się od zaprzysiężenia trzech członków – Jana Kmiołka, Albina Gąsiewskiego i Juliana Kwiatkowskiego. Początkowo oddział działał w strukturach Zrzeszenia Wolność i Niezawisłość. Od maja 1947 r. do września 1948 r. prowadził samodzielną działalność jako jednostka powinowska. Później współdziałał z Narodowym Zjednoczeniem Wojskowym, po utracie łączności z dowództwem stał się ponownie jednostką samodzielną. W krótkim czasie oddział stworzył strukturę na terenie kilku powiatów umożliwiająca mu skuteczne przemieszczanie się, ukrywanie i przeprowadzanie akcji zbrojnych. Stan oddziału, w czasie jego aktywności, rzadko przekraczał dziesięciu żołnierzy. Łącznie przez jego szeregi przewinęło się ponad dwadzieścia osób, zaś w siatce terenowej udzielającej wsparcia partyzantom znalazło się ok. 400 osób.   
W terenie oddział działał w mniejszych strukturach, żołnierze operowali w 2-4 osobowych patrolach. Były one silnie uzbrojone, każdy z nich dysponował ręcznym karabinem maszynowym, każdy z żołnierzy posiadał pistolet maszynowy (MP-40, MP 41, MP-44, PPSz czy Sten), broń krótką i granaty. W czasie swego istnienia oddział przeprowadził ok. 100 akcji zbrojnych., do najsłynniejszych należy m.in. brawurowe wyrwanie się z obławy MO i UB 15 sierpnia 1948 r. na bagnach Pulwy oraz przeprowadzenie udanej zasadzki na ambulans pocztowy w okolicach miejscowości Pniewo (14 stycznia 1948 r.). Oddział prowadził akcje związane ze zwalczaniem komunistycznej struktury administracyjnej, zwalczając terenową agenturę bezpieki, prowadząc akcje ekspropriacyjne oraz prowadząc silną działalność propagandową. Drugą największą grupę działań stanowiły akcje zaopatrzeniowe, w ich ramach pozyskiwano środki do działania oddziału. W ich trakcie oddział Jana Kmiołka dokonał 25 ataków na spółdzielnie i obiekty przemysłowe. Pomimo organizowanych przez Milicję Obywatelską i Urząd Bezpieczeństwa zasadzek oddział, korzystając z doskonałej znajomości terenu, wychodził z nich bez większych strat. Dowódca odnotowywał działalność oddziału za lata 1947-51 w „Książce zbiorów i streszczeń”, która dostała się w ręce MBP jesienią 1951 r.
Pomimo daleko posuniętej konspiracji oddział ponosił straty. 4 listopada 1948 r. w zasadzkę wpadł patrol, w czasie walki został ujęty Stanisław Pych. 26 stycznia 1948 r. w walce zginął Wacław Chojnowski, 12 czerwca 1949 r. zginęło trzech żołnierzy oddziału – Zygmunt Dąbkowski, Bolesław Kulesza i Kazimierz Ampulski. Urząd Bezpieczeństwa do rozbicia oddziału posłużył się podstępem. Sytuacja oddziału zmieniła się diametralnie, gdy został do niego wprowadzony agent MBP Edward Wasilewski ps. „Wichura” – żołnierz Armii Krajowej. Podając się za przedstawiciela „centrali” ograniczył działalność bojową oddziału zakazując działalności bojowej i dywersyjnej bez zgody dowództwa. Doprowadził do zantagonizowania jego członków, podsycając nastroje skierowane przeciwko „Wirowi”. W ramach operacji „Lancet”, której Wasilewski był istotnym elementem, doprowadzono - pod pozorem wyjazdu szkoleniowego - do odłączenia Kmiołka i Stanisława Kowalczyka od oddziału. Pierwszy został aresztowany w Katowicach (27 sierpnia 1951 r.), drugi zaś w Łodzi (15 września 1951 r.).
W nocy z 15 na 16 września 1951 r. w leśniczówce Jurgi (niedaleko Różana) doszło do likwidacji trzech pozostających w terenie członków oddziału. W miejscu znajdowali się Franciszek Ampulski, Julian Nasiadko i Franciszek Kmiołek, którzy zostali sprowadzeni w to miejsce przez „kapitana Marka” (Edwarda Wasilewskiego), celem zabezpieczenia obsługi radiostacji. Zostali zaatakowani przez dwie kompanie KBW. Polegli w walce, a ich zwłoki zostały przewiezione do Zakładu Medycyny Sądowej w Warszawie (ul. Oczki 1).  Stanisław Kowalczyk i Jan Kmiołek w pokazowym procesie zostali skazani na karę śmierci, wyrok wykonano 7 sierpnia 1952 r w więzieniu mokotowskim przy ul. Rakowieckiej 37. Korzystając z informacji zebranych przez Edwarda Wasilewskiego, dostarczonych przez agenturę oraz przejętych w ramach aresztowań bezpieka przeprowadziła szeroko zakrojoną akcję aresztowań siatki terenowej i zaplecza oddziału Jana Kmiołka. Do jej przeprowadzenia użyto 480 żołnierzy KBW i 53 funkcjonariuszy WUBP i PUBP. Aresztowano wówczas 199 osób. Ostatni żołnierz oddziału – Jan Elert „Walenty” – ukrywał się do 1955 r.

## Skład oddziału w latach 1946-1951
- Jan Kmiołek ps. „Wir”, „Fala”, „Mazurek”, „Witold”, († 7 sierpnia 1952 r.)
- Franciszek Ampulski ps. „Skra”, „Zbyszek”, „Tadek”, († 16 września 1951 r.)
- Kazimierz Ampulski ps. „Benek”, „Tęcza”, († 12 czerwca 1949 r.)
- Wacław Chojnowski ps. „Osełka”, († 26 stycznia 1949 r.)
- Zygmunt Dąbkowski ps. „Konwalia”, „Rota”, „Krym”, „Orka”, „Wojtek”, „Wstęga”, († 12 czerwca 1949 r.)
- Jan Elert ps. „Topór”, „Walenty”
- Albin Gąsiewski ps. por. „Mikołaj”, „Boks"
- Tadeusz Jasiński ps. „Ignac”, († 16 maja 1948 r.)
- Franciszek Kmiołek ps. „Mundek”, „Leszek”, „Bogdan”, († 16 września 1951 r.)
- Stanisław Kowalczyk  ps. „Baśka”, „Odwet”, „Edek”, „Karol”, († 7 sierpnia 1952 r.)
- Bolesław Kulesza ps. „Pomsta”, „Mietek”, († 12 czerwca 1949 r.)
- Julian Kwiatkowski ps. „Miły”, († 1950 r.)
- Tadeusz Małaszka ps. „Kruczek”, († 16 września 1951 r.)
- Julian Nasiadko ps. „Ostry”, „Kabłąk”, „Mietek”, († 16 września 1951 r.)
- Henryk Pawlicki ps. „Jasiek”, „Kuropatwa”, († 22 stycznia 1950 r.)
- Jan Pędzich ps. „Tygrys” († 1950 r.)
- Roman Składanowski ps. „Wiktor”, († 15 lipca 1948 r.)
- Antoni Struniawski ps."Huragan”, († 30 maja 1951 r.)
- Julian Soliwoda ps. „Jurek”
- Jan Wróblewski ps. „Roman”, († 27 maja 1950 r.)
- Antonii Wróbel ps. „Miły”
- Marian Wołyniec

## Upamiętnienie
Historii oddziału Jana Kmiołka został poświęcony film Instytutu Pamięci Narodowej pt. „Bracia Kmiołkowie”.

## Galeria

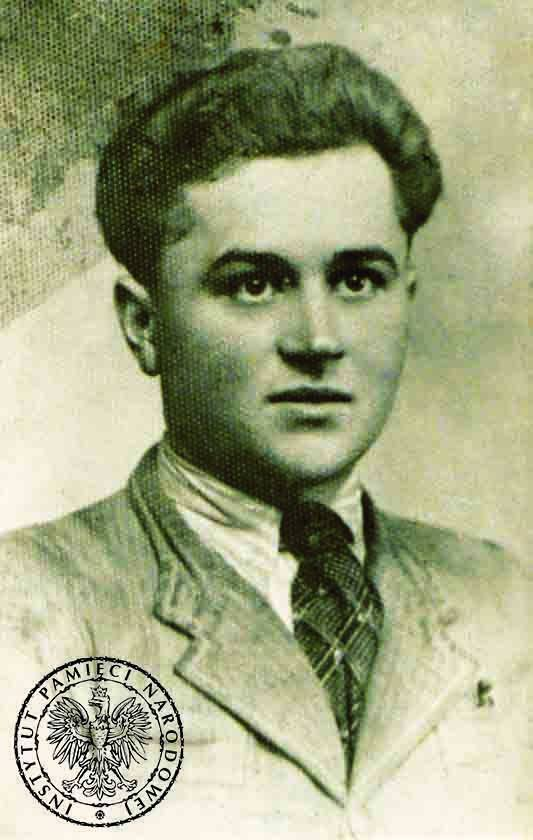
Jan Kmiołek
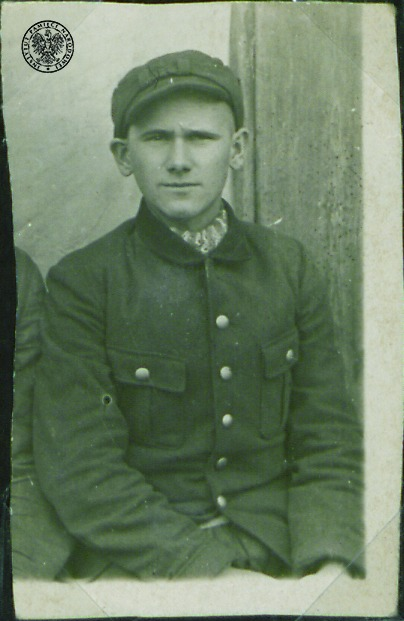
Franciszek Ampulski
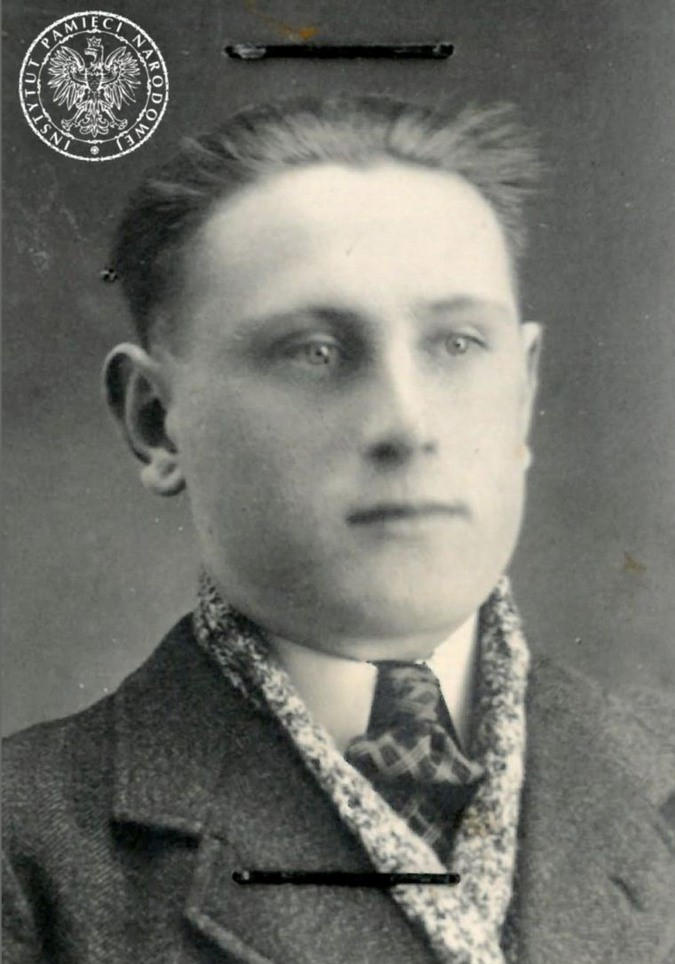
Zygmunt Dąbkowski
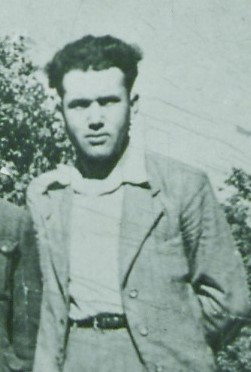
Franciszek Kmiołek
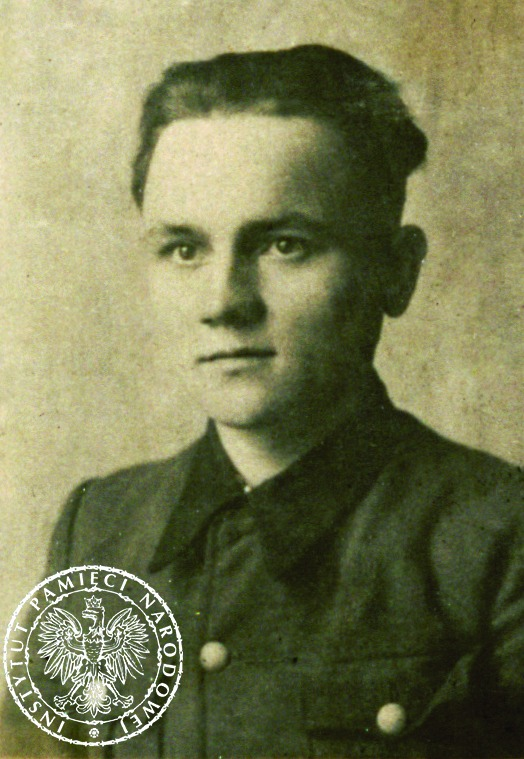
Stanisław Kowalczyk